# Modugno (1964)
Modugno è il 14º album di Domenico Modugno.

## Il disco
Nel 1964 Modugno cerca di cambiare casa discografica per passare alla Curci, e la prima incisione con la nuova etichetta è la canzone Tu sì 'na cosa grande, che vince il Festival di Napoli di quell'anno.
La Fonit Cetra decide di sfruttare il successo della canzone e pubblica un 45 giri con una registrazione dello stesso brano che Modugno aveva effettuato qualche mese prima; inoltre ristampa molti vecchi 45 giri del cantautore con nuovo numero di catalogo e, infine, dà alle stampe anche un 33 giri intitolato Modugno con alcune vecchie canzoni e tre inediti su LP, Tu si' 'na cosa grande, Che me ne importa...a me, che aveva partecipato al Festival di Sanremo 1964, e La mamma, cover di un brano di Charles Aznavour (scritto insieme a Robert Gall, paroliere padre della cantante France Gall).
La copertina del disco raffigura una foto in primo piano del cantautore, con la scaletta dell'album scritta a sinistra.

## Tracce
LATO A
1. Tu sì 'na cosa grande (testo di Roberto Gigli; musica di Domenico Modugno)
2. Vecchio frak (testo e musica di Domenico Modugno)
3. Lettera di un soldato (testo di Domenico Modugno; musica di Bruno Zambrini)
4. Resta cu'mme (testo di Domenico Modugno e Dino Verde; musica di Domenico Modugno)
5. Stasera pago io (testo e musica di Domenico Modugno)
6. Io (testo di Domenico Modugno e Franco Migliacci; musica di Domenico Modugno)
7. Come prima (testo di Mario Panzeri; musica di Alessandro Taccani e Enzo Di Paola)

LATO B
1. Che me ne importa...a me (testo e musica di Domenico Modugno)
2. Notte lunga notte (testo di Franco Migliacci; musica di Enrico Polito)
3. La mamma (testo di Mogol; testo originale di Robert Gall; musica di Charles Aznavour)
4. La sveglietta (testo di Domenico Modugno musica di Franco Nebbia)
5. Strada 'nfosa (testo e musica di Domenico Modugno)
6. La donna riccia (testo e musica di Domenico Modugno)
7. Nel blu dipinto di blu (testo di Domenico Modugno e Franco Migliacci; musica di Domenico Modugno)